# Heinrich Rohland
Heinrich Rohland (* 21. November 1876 in Gläsendorf, Landkreis Habelschwerdt, Provinz Schlesien; † 2. April 1945 in Berlin) war ein deutscher Konsularbeamter.

## Leben
Rohland studierte an der Friedrichs-Universität Halle. 1896 wurde er im Corps Normannia-Halle aktiv. Er trat 1899 in den preußischen Justizdienst und wurde 1904 Assessor.
Seit 1905 im Auswärtigen Dienst, war er 1906–1914 in Antwerpen, Quito und San José (Costa Rica). 1914 kehrte er als Konsul nach Quito zurück. 1916 kam er in zweijährige britische Kriegsgefangenschaft. Danach im Auswärtigen Amt, wurde er 1919 Wirklicher Legationsrat und Vortragender Rat. 1920 kam er als Ministerresident mit der Amtsbezeichnung Gesandter nach Bogotá und 1924 nach Lima. Von 1934 bis 1936 war er Gesandter in Oslo und zugleich Generalkonsul für Norwegen. Er leitete von 1937 bis 1943 verschiedene Referate im AA. Als Gesandter z. D. starb er mit 68 Jahren.